# Chiesa del Castellare
L'oratorio di Santa Croce in Castellare o chiesa del Castellare è un edificio religioso che si trova sulla vetta della collina che sovrasta il centro di San Giovanni alla Vena, frazione di Vicopisano in provincia di Pisa. L'oratorio è dedicato alla Santa Croce e alle anime del Purgatorio. Il nome della località ricorderebbe la presenza di un'antica rocca edificata prima delle invasioni barbariche e distrutta nel XIV secolo. In cima al castello c'era una chiesa edificata dai reduci della Prima Crociata, in cui ogni anno veniva festeggiata la ricorrenza del ritorno vittorioso da Gerusalemme.
L'edificio è stato gravemente danneggiato da un'esplosione dovuta a una fuga di gas il 2 maggio 2017 e completamente ricostruito nel 2019.

## Storia
La costruzione del piccolo oratorio del Castellare venne iniziata nel 1656 dal pievano Giuliano Bonanni con le elemosine degli abitanti di San Giovanni alla Vena, probabilmente sulle fondamenta di un più antico edificio, che secondo alcuni era il castello e venne inaugurato il 14 settembre del 1657.
Nel 1718 il pievano Giovan Battista Frullani si interessò di ingrandirlo affinché un maggior numero di fedeli potesse entrare nell'edificio per assistere alla Messa. L'ampliamento avvenne grazie ad un lascito di 25 scudi del Signor Valerio Batini, che fece anche dono di una reliquia della Santa Croce e per le offerte di altri devoti fedeli e l'oratorio riedificato venne nel maggio del 1723 e in quell'occasione il pievano trasferì nell'oratorio del Castellare la croce di Enrico di Tedice che si trovava nella cappellina della Madonna del Rosario nella pieve di San Giovanni Evangelista. Intorno al 1818 vennero fatti ulteriori lavori di ampliamento.
Nella notte tra il 20 e il 21 giugno del 1931 ignoti tentarono di rubare l'antico crocifisso, che venne preso in custodia dalla Sovrintendenza per il restauro, ma per un lungo periodo si persero le tracce. Nel corso della seconda guerra mondiale la sommità del Castellare era stata presa di mira dell'artiglieria americana e il 14 luglio del 1944 un forte cannoneggiamento centrò del materiale esplosivo che i tedeschi avevano trasportato sulla sommità della collina, usato da loro come punto di osservazione. L'esplosione provocò la distruzione del tetto, le pareti schiantate in più punti e l'altare ridotto in macerie.
Al termine della guerra l'oratorio venne ricostruito con l'aiuto della popolazione che portò a spalle sulla collina, mattoni, sabbia, acqua e calcina e venne riaperto al culto nel 1949. Nell'occasione il Pievano fece portare nell'oratorio l'altare di pietra e l'alzata di legno con il quadro raffigurante l'Ultima Cena che si trovava nella Compagnia del Santissimo Sacramento. Dopo lunghe ricerche, il crocifisso venne ritrovato, restaurato e, questa volta, messo sopra l'altare maggiore della pieve. L'oratorio è ben visibile dal basso grazie alla caratteristica grande croce bianca illuminata durante la notte. Sul retro ci sono dei tavoli con delle panche dove potere sostare, mentre dalla terrazza anteriore si può godere il panorama della pianura sottostante.
La sera del 2 maggio 2017, in seguito ad un'esplosione causata da una fuga di gas, la chiesa è stata completamente sventrata lasciando intatta solo la parete a nord.
Il 5 maggio 2018 è stata posata la prima pietra per la ricostruzione del chiesino del Monte Castellare. La posa della prima pietra prevista il 1º maggio è stata rimandata per maltempo. Sulla prima pietra è stata scritta una frase a memoria del momento dell'inizio della ricostruzione, che è stata completata nell'aprile 2019.